# Tiếng Ngõa Hương
Tiếng Ngõa Hương (giản thể: 瓦乡话; phồn thể: 瓦鄉話; Hán-Việt: Ngõa Hương thoại; bính âm: wǎxiānghuà; ɕioŋ55 tsa33) được coi là một dạng tiếng Trung khác biệt. Đây là ngôn ngữ của người Ngõa Hương, một dân tộc chưa được công nhận ở Trung Quốc sống tại miền tây bắc tỉnh Hồ Nam. Tiếng Ngõa Hương rất khác biệt với các tiếng xung quanh như Quan thoại Tây Nam, tiếng Tương và tiếng Sương Tây Miêu.

## Phân loại
Laurent Sagart (2011) và một số khác, nhận ra rằng tiếng Ngõa Hương chia sẻ một số từ vựng với tiếng Thái Gia miền tây Quý Châu. Sagart (2011) xem tiếng Thái Gia là một ngôn ngữ chị em của tiếng Ngõa Hương. Hiện tại, tiếng Ngõa Hương được phân loại là một phương ngôn tiếng Trung khác biệt, không phải một ngôn ngữ phi Hán. Nét tương đồng giữa tiếng Trung Quốc thượng cổ, tiếng Ngõa Hương, tiếng Thái Gia, và tiếng Bạch cũng được Ngũ Vân Cơ & Thẩm Thụy Thanh (2010) chỉ ra một lần nữa.
Cù Kiến Tuệ & Đường Gia Tân (2017) xác định rằng tiếng Ngõa Hương và tiếng Sương Tây Miêu chẳng có mấy ảnh hưởng lên nhau.

## Phân bố
Tiếng Ngõa Hương có mặt ở huyện Lô Khê, Cổ Trượng và Vĩnh Thuận của châu tự trị dân tộc Thổ Gia và Miêu Tương Tây, địa cấp thị Trương Gia Giới (tại Đại Dung 大庸), huyện Thần Khê, Tự Phổ và Nguyên Lăng của địa cấp thị Hoài Hóa.
Ngũ & Thẩm (2010) ghi rằng tiếng Ngõa Hương được nói trong những làng sau.
- Nguyên Lăng: Thanh Thủy Bình 清水坪, Ma Khê Phô 麻溪铺, Thái Thường 太常, Ô Túc 乌宿, Lương Thủy Tỉnh 凉水井
- Lô Khê: Bát Thập Bình 八什坪, Thượng Bảo 上堡, Lương Gia Đàm 梁家谭, Bạch Sa trấn 白沙镇
- Cổ Trượng: Lâm Trường 林场 của Cao Vọng Giới 高望界, Cao Phong 高峰 (tại Đào Kim thôn 淘金村, Bắc Thủy Bình 北水坪, v.v.), Nham Đầu Trại 岩头寨, Sơn Tảo 山枣, Dã Trúc 野竹, Hà Bồng 河蓬, Thảo Đàm 草潭
- Thần Khê: Điền Loan 田湾, Bản Kiều 板桥, Thuyền Khê Dịch 船溪驿, Đàm Gia Phường 谭家坊
- Tự Phổ: Nhượng Gia Khê 让家溪, Đại Vị Khê 大渭溪, Mộc Khê 木溪
- Vĩnh Thuận: Lí Minh thôn 里明村, Trấn Khê 镇溪, Tiểu Khê 小溪 tại Vương Thôn trấn 王村镇

Lục Bảo thoại 六保话, một phương ngôn tương tự Ngõa Hương thoại, được nói ở nhiều làng đông nam Cổ Trượng (gồm Sao Cơ Điền thôn 筲箕田村, Sơn Tảo hương 山枣乡) vài nơi khác. Trâu Hiểu Linh (2013) liệt kê những địa điểm sau.
- Cổ Trượng
  - Sơn Tảo hương 山枣乡: Hỏa Ma thôn 火麻村, Cao Trại thôn 高寨村, Sao Cơ Điền thôn 筲箕田村, Ma Đao thôn 磨刀村
  - Nham Đầu Trại hương 岩头寨乡: Nhân Bình thôn 银坪村, Tử Mộc Bình thôn 梓木坪村, Oản Câu Khê thôn 碗沟溪村, v.v.
- Lô Khê: Bát Thập Bình hương 八什坪乡
- Nguyên Lăng: Ma Khê Phô trấn 麻溪铺镇 và Sao Cơ Loan thôn 筲箕湾镇

## Những nét nguyên thủy
Tiếng Ngõa Hương lưu giữ một vài đặc điểm của tiếng Hán thượng cổ không thấy trong hầu hết các dạng tiếng Trung hiện đại, ví dụ như âm đầu *l- của tiếng Trung thượng cổ (trở thành âm tắc răng hữu thanh trong tiếng Hán trung cổ):
- Ngõa Hương Cổ Trượng li6, Hán thượng cổ 地 (Baxter–Sagart) *lˤejs > Hán trung cổ dijH > Quan thoại dì "đất"
- Ngõa Hương Cổ Trượng lu6, Hán thượng cổ 大 *lˤats > Hán trung cổ  dajH > Quan thoại  dà "to, lớn"
- Ngõa Hương Cổ Trượng li2, Hán thượng cổ 遲 *lrəj > Hán trung cổ drij > Quan thoại chí "chậm"
- Ngõa Hương Cổ Trượng luʔ8, Hán thượng cổ 讀 *C.lˤok > Hán trung cổ duwk > Quan thoại dú "đọc"

Có một số trường hợp, tiếng Ngõa Hương có /z/ ứng với *r- tiếng Trung thượng cổ (trở thành l- tiếng Hán trung cổ):
- Ngõa Hương Cổ Trượng za2, Hán thượng cổ 棃 *C.rəj > Hán trung cổ lij > Quan thoại lí "lê"
- Ngõa Hương Cổ Trượng zɛ2, Hán thượng cổ 來 *mə.rˤək > *rˤə > Hán trung cổ loj > Quan thoại lái "đến, lại"

Trong một số từ, tiếng Ngõa Hương và tiếng Mân nguyên thủy có âm tắc xát còn tiếng Hán trung cổ có sy-:
- Ngõa Hương Cổ Trượng tsu3, Mân nguyên thủy *tšyiB, Hán thượng cổ 水 *s.turʔ > Hán trung cổ sywijX > Quan thoại shuǐ "nước"
- Ngõa Hương Cổ Trượng tɕiəu1, Mân nguyên thủy *tšyA, Hán thượng cổ 書 *s-ta > Hán trung cổ syo > Quan thoại shū "sách, thư từ"

Ở vài từ khác, tiếng Ngõa Hương và tiếng Mân nguyên thủy có âm tắc xát hữu thanh còn tiếng Hán trung cổ có y-:
- Ngõa Hương Cổ Trượng dzoŋ3, Mân nguyên thủy *-džioŋB, Hán thượng cổ 癢 *Cə.ɢaŋʔ > Hán trung cổ yangX > Quan thoại yǎng "ngứa"

## Tiếng Ngõa Hương và tiếng Thái Gia
Sagart cho rằng tiếng Ngõa Hương và tiếng Thái Gia là những nhánh cổ nhất, tách ra sớm hơn cả khỏi phần còn lại của tiếng Trung.
Như tiếng Ngõa Hương, tiếng Thái Gia giữ âm *l- tiếng Trung Quốc thượng cổ, có âm xát hữu thanh ứng với *r- tiếng Trung thượng cổ, giữ lại từ 字 mà trong tiếng Trung thượng cổ nghĩa là 'yêu' (đã bị 愛 thay thế trong mọi dạng tiếng Trung khác).
Tiếng Ngõa Hương và tiếng Thái Gia còn có chung hai từ:
- 'hai': ta⁵⁵ tiếng Thái Gia, tso⁵³ tiếng Ngõa Hương, từ 再 tiếng Trung thượng cổ *[ts]ˤə(ʔ)-s 'lại, hai lần'
- 'sữa': mi⁵⁵ tiếng Thái Gia, mi⁵⁵ tiếng Ngõa Hương, mà Sagart đề xuất là một từ gốc phi Hán